# La Neuville-en-Hez
La Neuville-en-Hez ist eine französische Gemeinde mit 954 Einwohnern (Stand 1. Januar 2022) im Département Oise in der Region Hauts-de-France. Sie gehört zum Arrondissement Clermont und zum Kanton Mouy.

## Geographie
Die Gemeinde La Neuville-en-Hez liegt 15 Kilometer westlich von Beauvais. Die als Schnellstraße ausgebaute Route nationale 31 verläuft nördlich der Gemeinde. Den größten Teil des Gemeindegebiets bildet der Staatsforst Forêt domaniale de Hez-Froidmont.

## Geschichte
Das Zisterzienser-Kloster Froidmont lag bereits auf dem Gebiet der Gemeinde Hermes. In dem zu Neuville-en-Hez gehörenden Teil des Forstes befand sich seit dem 13. Jahrhundert das Franziskanerkloster Notre-Dame-de-la-Garde, das nach der Französischen Revolution bis 1945 bis auf die Toreinfahrt abgebrochen wurde. Der zunächst unbewohnte Forst gehörte bis zum Ende des 12. Jahrhunderts zur Ortschaft Courlieu (Gemeinde La Rue-Saint-Pierre). Neuville wurde in den ersten Jahren des 13. Jahrhunderts gegründet.

## Bevölkerung
| Jahr                       | 1962 | 1968 | 1975 | 1982 | 1990 | 1999 | 2006 | 2013 | 2021 |
| -------------------------- | ---- | ---- | ---- | ---- | ---- | ---- | ---- | ---- | ---- |
| Einwohner                  | 604  | 634  | 636  | 672  | 902  | 904  | 958  | 992  | 946  |
| Quellen: Cassini und INSEE |      |      |      |      |      |      |      |      |      |

## Sehenswürdigkeiten
- im 11. Jahrhundert begonnene Kirche Notre-Dame-de-la-Nativité, seit 1927 als Monument historique eingetragen[1]
- Toreinfahrt des ehemaligen Klosters Notre-Dame-de-la-Garde, seit 1951 als Monument historique eingetragen[2]
- Statue des heiligen Ludwig im Süden des Dorfes
- Lavoir

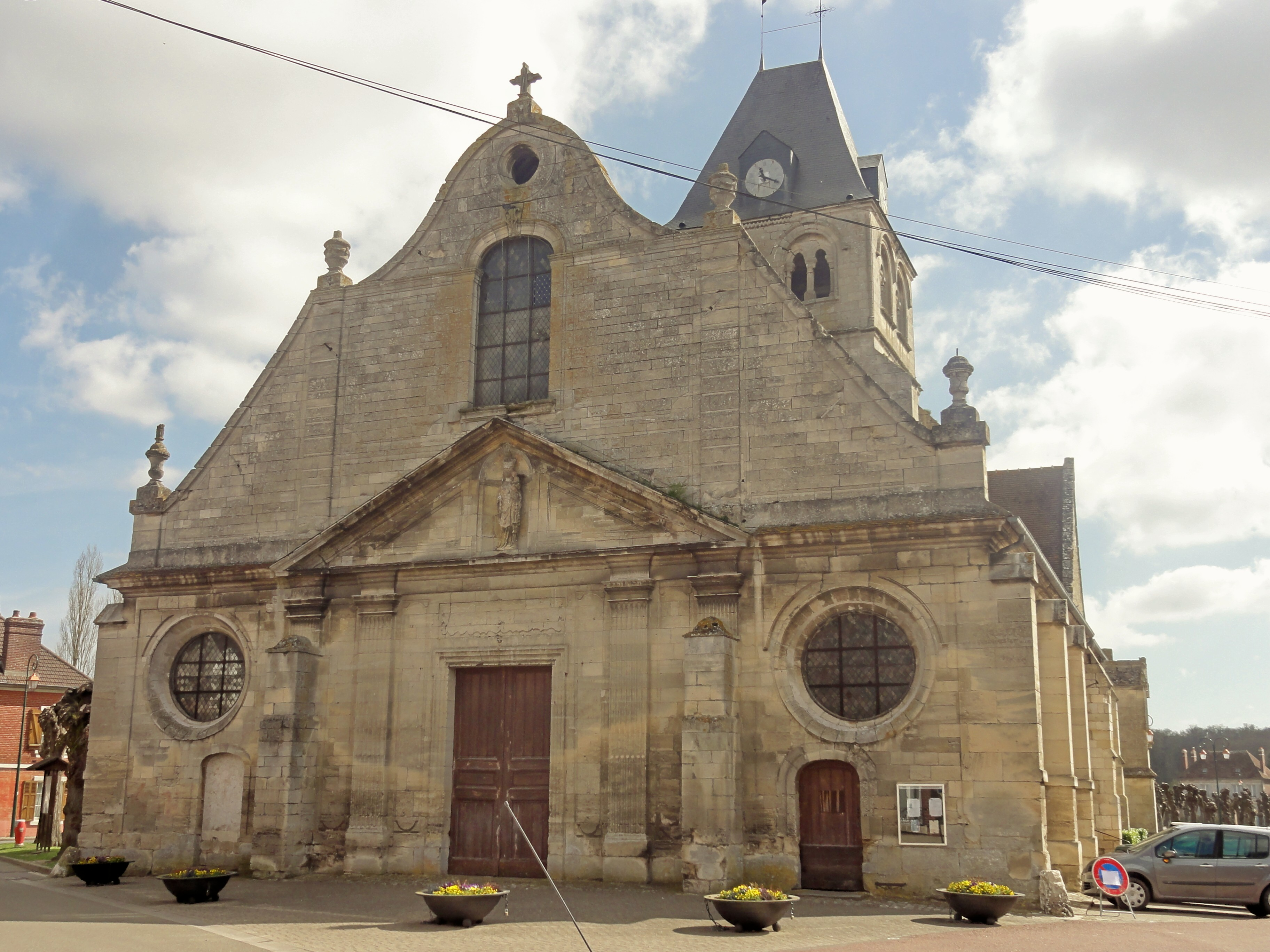
Westfassade der Kirche Notre-Dame-de-la-Nativité
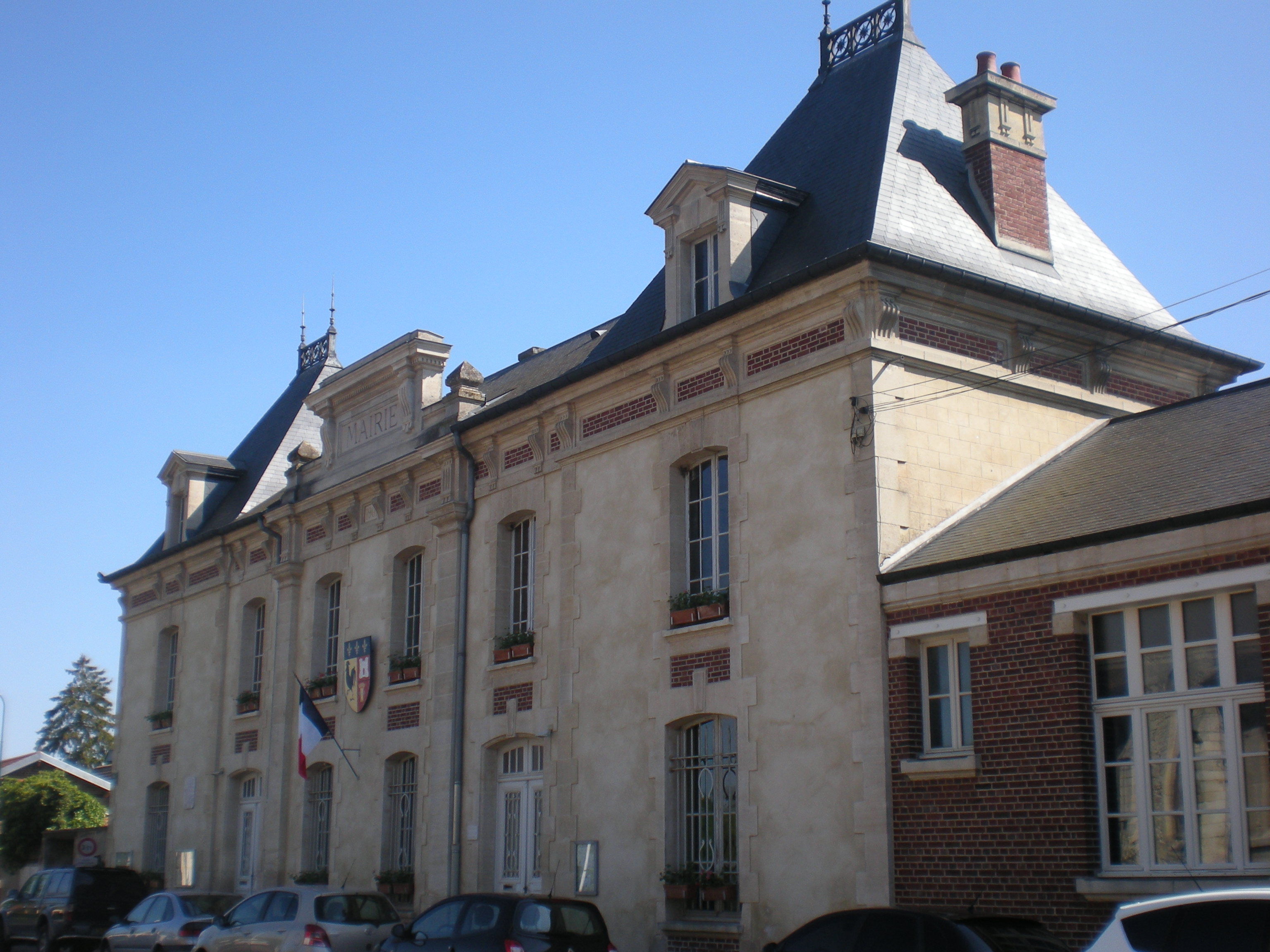
Mairie aus dem Jahr 1907
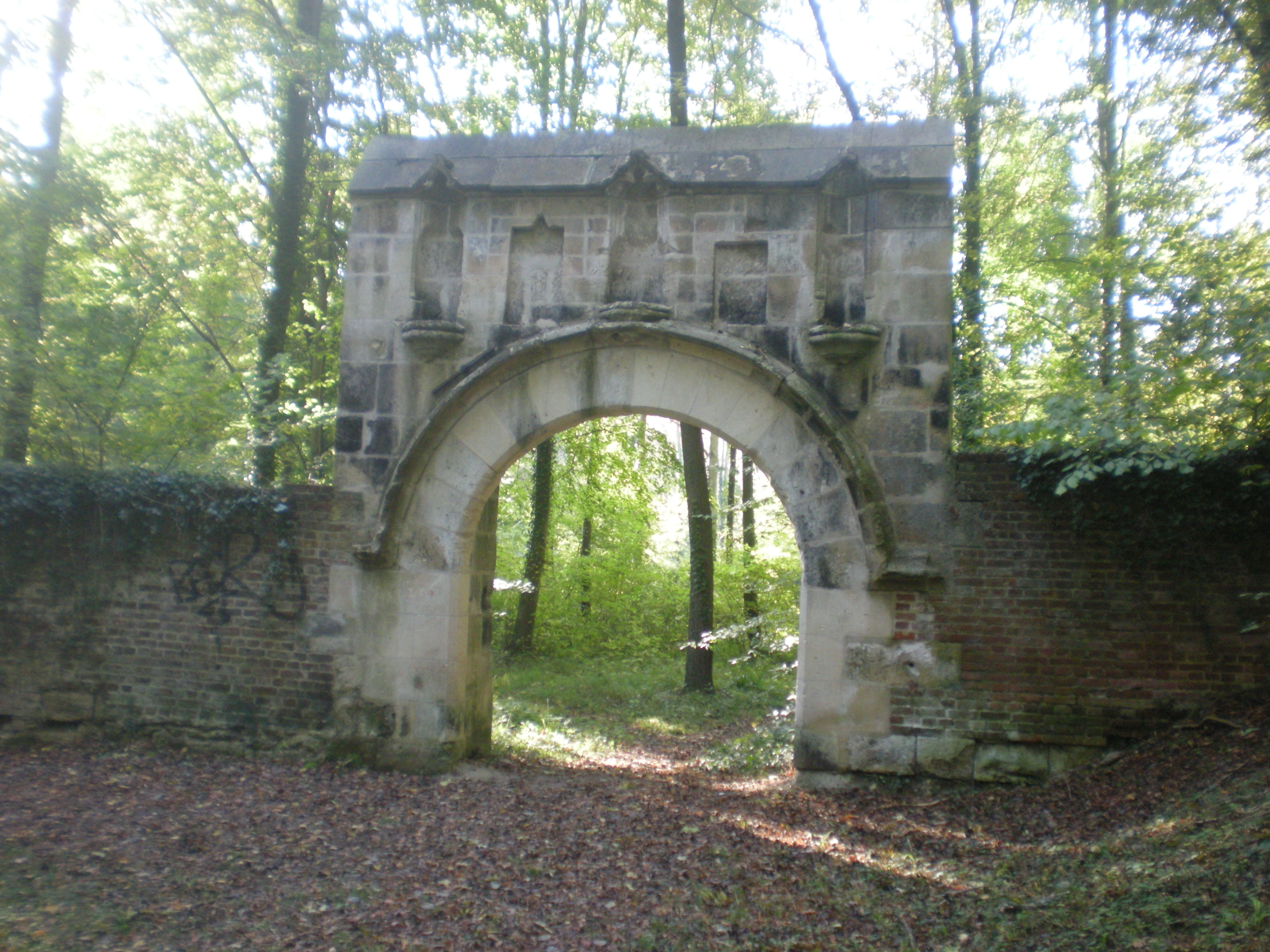
Toreinfahrt des ehemaligen Klosters Notre Dame de la Garde
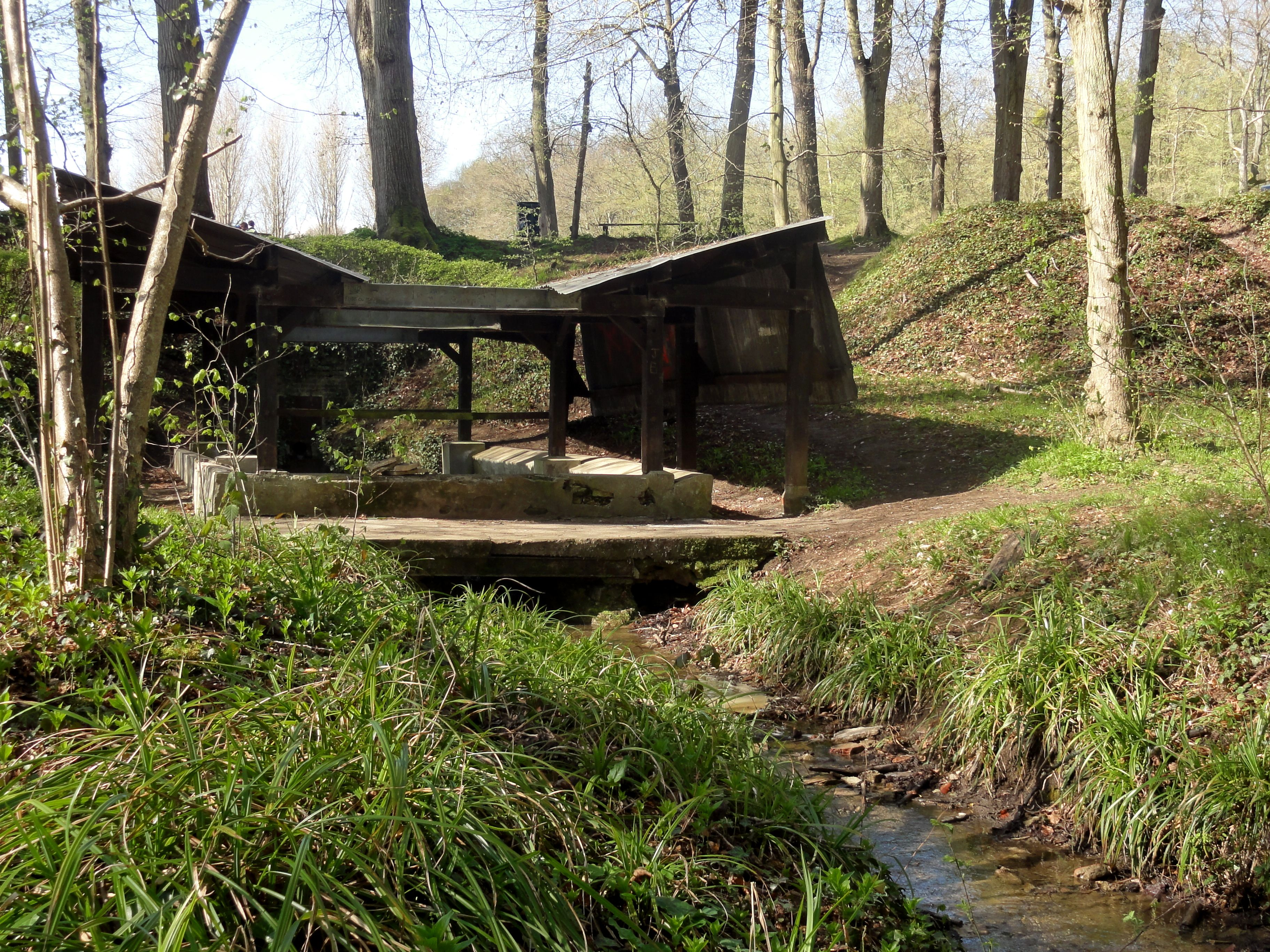
Waschhaus
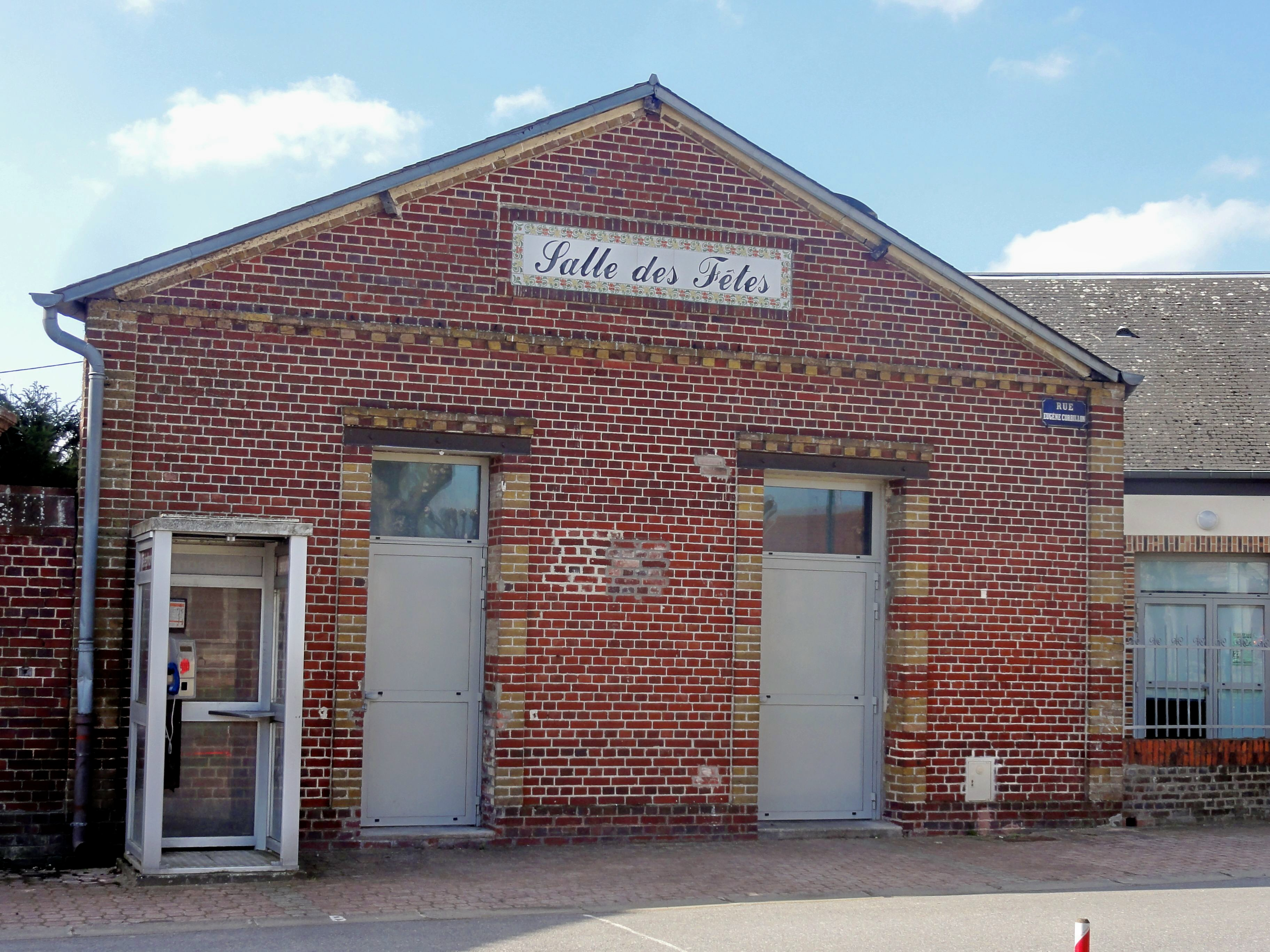
Gemeindefestsaal
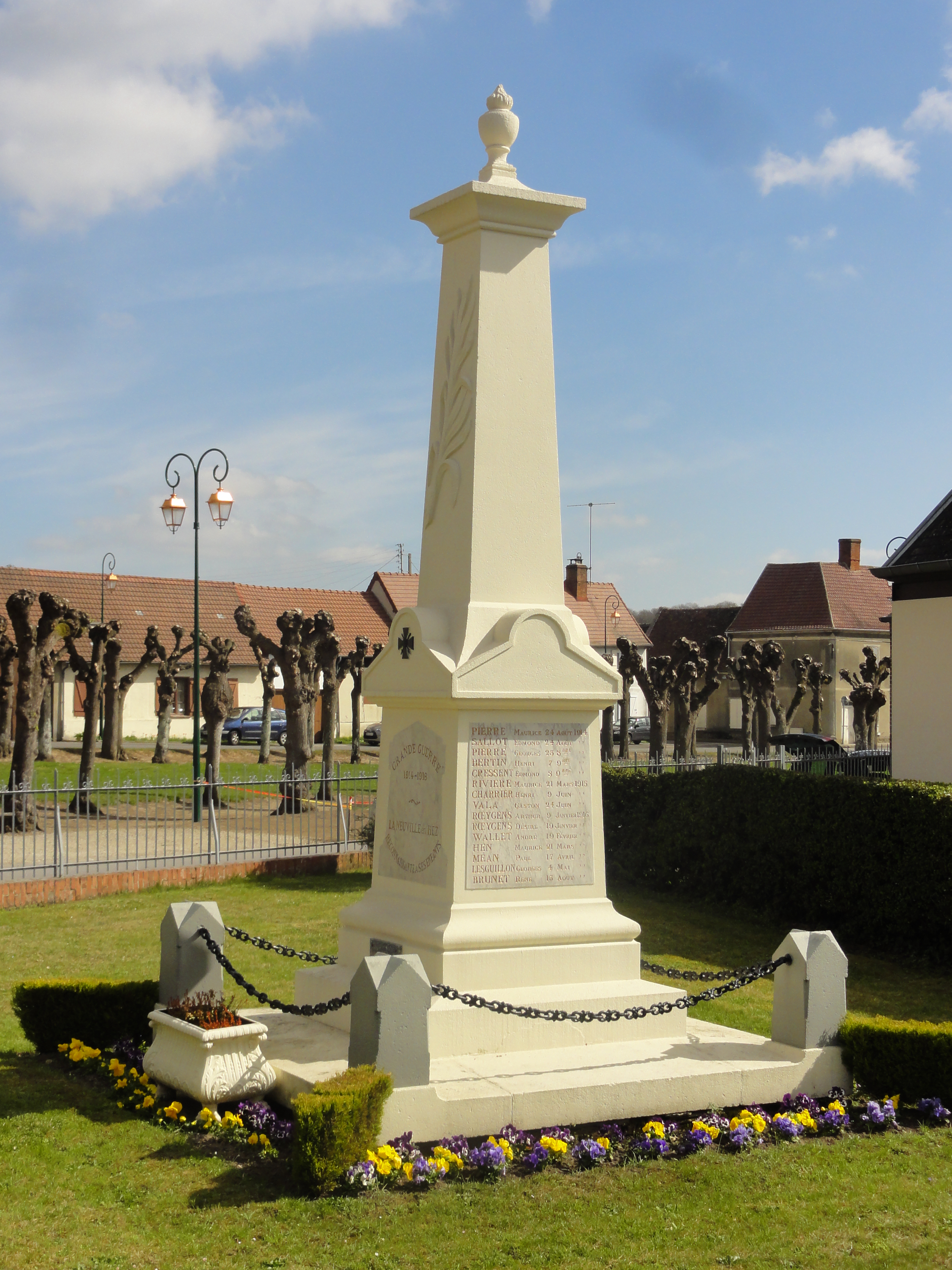
Gefallenendenkmal

## Persönlichkeiten
- Charles-Émile Callande de Champmartin (1797–1883), Maler, hier verstorben